# Ансумане Мане
Ансумане Мане (порт. Ansumane Mané, бл.1940 — 30 листопада 2000) — військовий і політичний діяч Гвінеї-Бісау, Голова Вищої ради військової хунти Гвінеї-Бісау з 7 по 14 травня 1999 року. Організатор трьох спроб військових переворотів.

## Біографія
Народився в Гамбії. У 1970-ті роки Мане боровся проти португальського колоніального панування під командуванням Жуана Бернарду Вієйри і став його близьким соратником. Коли в 1980 році Вієйра прийшов до влади в результаті державного перевороту, Мане підтримав його і надалі зробив успішну військову кар'єру, дослужившись до 1998 року до начальника генерального штабу.
На початку 1998 року у Гвінеї-Бісау почалася політична криза, пов'язана з майбутніми президентськими виборами, а також з громадянською війною в сусідньому Сенегалі. Президент публічно звинувачував генерала Мане в організації поставок зброї сенегальським сепаратистам, Мане звинувачував у тому ж самому президента і міністра оборони.
6 червня президент Вієйра відправив Ансумане Мане у відставку, звинувативши його в підготовці військового перевороту. Наступного дня війська, вірні генералу Мане захопили частину столиці. Сутички тривали до 26 липня, після чого почалася серія переговорів, а прихильники Мане продовжували контролювати частину столиці і кілька провінцій. У ході переговорів Вієйра пішов на поступки, його влада була обмежена.
На початку травня 1999 року Мане відновив бойові дії. Його прихильники захопили Міжнародний аеропорт і склади зброї в столиці, а 7 травня оточили президентський палац і змусили Вієйру втекти. Ансумане Мане як голова Вищої ради військової хунти взяв владу в країні в свої руки. 14 травня він передав громадянську владу Голові Національної народної Асамблеї Малам Бакаї Санья, зберігши повноваження голови військової хунти.
Новий уряд провів у січні 2000 року президентські і парламентські вибори, на яких однак прихильники Мане і підтримуваний ним в.о.президента Бакаї Санья зазнали поразки. Новий президент Кумба Яла розпустив військову хунту, але Мане зберіг вплив в армії.
У листопаді 2000 року президент Яла зробив нові призначення на вищі пости в армії без узгодження з Мане. Мане заявив про скасування цих призначень, повернув на вищі посади своїх прихильників і проголосив себе главою нової хунти. 23 листопада 2000 року почалися сутички між військами Мане і військами, вірними уряду. Мане був вибитий зі столиці і змушений відступити на захід країни, в провінцію Біомбо, де 30 листопада загинув у перестрілці з урядовими силами. Опозиційна партія ПАІГК заявила, що Мане мав рацію, не прийнявши зроблених призначень.